# Pastor López
José Pastor López (* 15. Juni 1944 in Barquisimeto; † 5. April 2019 in Cúcuta) war ein venezolanischer Sänger und Bandleader. Sein Musikstil war stark durch Einflüsse kolumbianischer Musik geprägt.

## Karriere
Geboren in der nordwestvenezolanischen Großstadt Barquisimeto, wuchs José Pastor López in einer musikalisch interessierten Familie auf. Seine Mutter stellte als Instrumentenbauerin Gitarren, Violinen, Mandolinen und Cuatros her. Bereits im Alter von fünf Jahren begann er seine musikalische Karriere, als er eine erste, kommerziell eher erfolglose, Single namens La Pulguita (Das Flöhchen) aufnehmen durfte. Zwei Jahre später kam es zu einer Einladung in die TV-Sendung Café de la tarde des berühmten Fernsehmoderators und späteren venezolanischen Präsidentschaftskandidaten Renny Ottolina, der ihn bei einem Auftritt auf einer privaten Feier gesehen hatte. Mit seinen drei älteren, ebenfalls musikalisch interessierten Brüdern und einer seiner drei Schwestern bildete er zu dieser Zeit die Band Conjunto (de los) Hermanos López, deren Sänger er auch war.
Die durch den Fernsehauftritt gewonnene Popularität führte zu weiteren Auftrittsmöglichkeiten. Nach Aufnahme einer weiteren Single im Jahr 1961 entschied sich die Band Mitte der 1960er Jahre zu einem grundlegenden Stilwechsel. Während man bisher hauptsächlich Música Llanera traditionell venezolanischer Prägung gemacht hatte (mit Harfe, Cuatro und Maracas), die zu dieser Zeit durch bereits etablierte heimische Künstler wie Hector Cabrera, Adilia Castillo, Lila Morillo oder Mario Suárez dominiert wurde, wandte Pastor López sich nun der Cumbia tropical zu und erschloss sich so den Musikmarkt des Nachbarlandes Kolumbien.
Dieser musikalische Kurswechsel brachte ihm im Jahr 1967 auch in Venezuela einen ersten kommerziellen Erfolg mit dem Lied La Venezolana von der gleichnamigen Langspielplatte. Es folgte der Gewinn eines ersten nationalen Musikpreises als „Entdeckung des Jahres“. Nach weiteren Plattenaufnahmen beendete Pastor López die musikalische Zusammenarbeit mit seinen Geschwistern im folgenden Jahr. Es folgten Veröffentlichungen mit dem kolumbianischen Musiker Aníbal Velásquez, dem venezolanischen Sänger Nelson Henríquez, den Los Mayorales und weiteren Bands. Nach dreieinhalb Jahren und drei LPs mit der Band von Nelson Henriquez gründete López schließlich 1974 seine eigene Formation namens Pastor López y su Combo. In der Folgezeit wurde er in Kolumbien sehr populär, schließlich auch in den Nachbarländern, Mexiko und bei spanischsprachigen Emigranten in den USA.
Pastor López wurde häufig „El Indio“ genannt, in Anspielung auf sein gleichnamiges Album von 1994 und seine indigene Herkunft aus einer Wayúu-Familie. Nach über 90 veröffentlichten Tonträgern feierte Pastor López im November 2008 sein 50-jähriges Bühnenjubiläum.

## Musikstil
Ursprünglich von der venezolanischen Música Llanera kommend, konzentrierte sich sein musikalisches Werk hauptsächlich auf die klassische Cumbia und den Vallenato. In Abgrenzung zu den modernen Strömungen des Cumbia Revivals gilt er als ein wichtiger Vertreter der Cumbia tropical, die sich in den 1940er Jahren aus älteren Formen entwickelte.
Für seine Combo griff Pastor López meist auf langjährige musikalische Weggefährten zurück. Dabei handelte es überwiegend um kolumbianische und venezolanische Musiker. Typische Instrumente, die in seiner Musik Verwendung fanden, sind Trompeten, Keyboards, Timbales, Schlagzeug, Bass und Congas. Außerdem ließ er sich häufig durch einen weiteren Sänger (Backing Vocals) begleiten.
Zu seinen bekanntesten Liedern gehören u. a. La Venezolana, La Verdad und Traicionera.

## Diskographie (Auszug)
- La Camisa Bacana – con el Conjunto de los Hermanos López (1966)
- Honda Herida – con el Conjunto de los Hermanos López (1967)
- La Venezolana – con el Conjunto de los Hermanos López (1967)
- Sueños de Cumbiambrea – con Los Mayorales
- Primer Compás – con Los Tomasinos (1971)
- Venezuela 73 Con sabor Internacional (Con el combo de Nelson Henríquez) (1973)
- Mano A Mano Pastor López – Willie Quintero (1973)
- Pastor López Y Su Combo (1974)
- Mano A Mano Pastor López Y Los Auténticos – Willie Quintero (1974)
- Mano A Mano Pastor López – Joe Rodríguez (1975)
- Bienvenidos (1975)
- Lo Mejor (1976)
- La Venezolana (1976)
- El Negro Parrandero (1977)
- Traicionera (1978)
- El Indio Pastor (1979)
- Sólo Un Cigarrillo (1979)
- Único (1980)
- Aquí Está El Sabor (1980)
- El Número Uno / La Cumbia (1981)
- El Exitoso (1982)
- Lo Máximo / Golpe Con Golpe (1983)
- Para Colombia / Para Todos (1984)
- El Inigualable / El Iniguabale Sabor De … (1985)
- Con Toda La Fuerza (1985)
- Para Mi Colombia / Siempre Listo (1986)
- El Magnífico Indio / Amigo (1986)
- Cumbia Universal (1986)
- El Insuperable/Bailable Sólido / Vengo Con Todo (1987)
- El Incontenible / Baile Latino (1988)
- Las Bonitas No Son Fieles (1989)
- Con Calor Tropical (1990)
- El Formidable / La Gran Bailanta (1991)
- El Indio (1993)
- 16 Éxitos-Nuevas Grabaciones (1996)
- 16 Éxitos-Nuevas Grabaciones Vol. 2 (1996)
- Pa’ La Gozadera (1997)
- 20 Años Haciendo Éxitos (1997)
- Mucho Más (1998)
- Plegaria Vallenata (1999)
- Navidades Con Pastor (1999)
- Empinando El Codo (2000)
- El Inconfundible (2001)
- Le Canta A Julio Jaramillo (2002)
- Vuelve Con Mucho Más (2007)